# Turtanu
En Oriente Próximo, turtanu es un general en jefe de los ejércitos asirios. Administraba básicamente la región de Harran, que abarcaba todos los territorios localizados en la gran curva del Éufrates.
Dajan-Ashshur es el turtanu más conocido. Ocupó el cargo durante los cuatro años que duró la revuelta nobilaria en tiempos de Salmanasar III. Este cargo se mantuvo durante la dinastía caldea en el ámbito babilónico.